# Citrus, Kalifornien
Citrus är en ort (CDP) i Los Angeles County, i delstaten Kalifornien, USA. Enligt United States Census Bureau har orten en folkmängd på 10 866 invånare (2010) och en landarea på 2,3 km².